# Johann Paul Auer

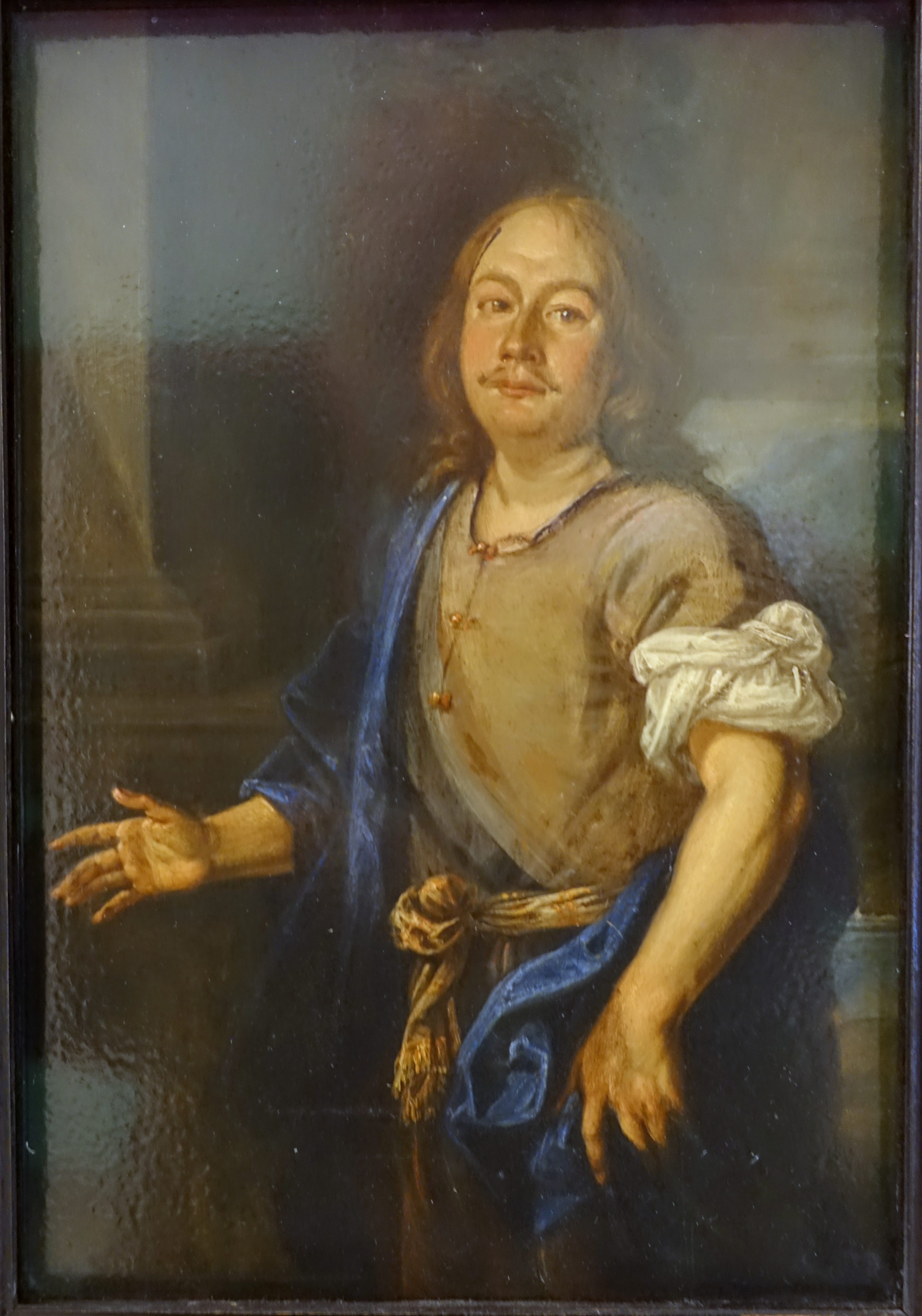
Georg Schweigger, porträtiert von Johann Paul Auer, 1668 – Stadtmuseum Fembohaus

Johann Paul Auer (* 20. September 1636 in Nürnberg; † 16. Oktober 1687 ebenda) war ein deutscher Maler.

## Leben und Werk
Johann Paul Auer lernte zwischen 1654 und 1658 bei Georg Christoph Eimmart in Regensburg. 1660 ging er nach Venedig, wo er seine Ausbildung bei Pietro Liberi fortsetzte. Nach einem vierjährigen Aufenthalt in Rom zog er über Turin und Lyon weiter nach Paris und kehrte 1670 nach Nürnberg zurück.
Auers Werk umfasst Historien-, Landschafts- und Genreszenen; bekannt und gefeiert war er vor allem wegen seiner Bildnisse zahlreicher berühmter Personen. Verschiedene dieser Porträts wurden nach ihm gestochen. Er starb in Nürnberg 1687.